# 東京都交通局M型電力動車組
東京都交通局M型電力動車組（日语：／ Tōkyōto kōtsūkyoku M-gata densha */?）為東京都交通局上野懸垂線的二款悬挂式单轨列车，现在已经退出运营。

## 慨要
M型于1988年由日本车辆制造负责制造，共2辆，为铝合金车体。于1967年1月1日开始投入使用于上野懸垂線，主要是为了替代已经老化了的H型。这款列车首次采用倾斜式车头，外涂装为红色饰带。列车最终在1984年8月31日停用。